# IC 1891
IC 1891 је спирална галаксија у сазвјежђу Ован која се налази на листи објеката дубоког неба у Индекс каталогу.
Деклинација објекта је + 19° 36' 24" а ректасцензија 3h 10m 12,0s. Привидна величина (магнитуда) објекта IC 1891 износи 15,2 а фотографска магнитуда 16,0.